# Medaliści mistrzostw Polski seniorów w pchnięciu kulą
Medaliści mistrzostw Polski seniorów w pchnięciu kulą – zdobywcy medali seniorskich mistrzostw Polski w konkurencji pchnięcia kulą.
Pchnięcie kulą jest rozgrywane na mistrzostwach kraju od ich pierwszej edycji, która miała miejsce w lipcu 1920 roku we Lwowie. Pierwszym w historii mistrzem Polski został zawodnik lwowskiej Pogoni Kazimierz Cybulski, który uzyskał wynik 11,25 m. Uzyskany przez niego rezultat był gorszy od ustalonego przez Polski Związek Lekkiej Atletyki minimum uprawniającego do startu w igrzyskach olimpijskich w Antwerpii, w związku z czym nie został wówczas uznany mistrzem kraju (tytuł ten przyznawano w 1920 tylko zawodnikom, którzy osiągnęli wyniki lepsze od minimum olimpijskiego). Mimo to według obecnych zasad PZLA wszyscy zwycięzcy mistrzostw z 1920 noszą tytuły ówczesnych mistrzów Polski.
Najbardziej utytułowanym zawodnikiem wśród startujących w mistrzostwach Polski jest Władysław Komar, który zdobył siedemnaście medali krajowego czempionatu, w tym czternaście złotych.
Aktualny rekord mistrzostw Polski seniorów w pchnięciu kulą wynosi 21,85 m i został ustanowiony przez Michała Haratyka podczas mistrzostw w 2018 w Lublinie.

## Medaliści
| NR – rekord kraju \| PB – rekord życiowy \| SB – najlepszy wynik w sezonie \| NL – najlepszy wynik w polskich tabelach w sezonie |

| Mistrzostwa              | 1. miejsce                             | Rezultat | 2. miejsce                              | Rezultat  | 3. miejsce                              | Rezultat |
| Lwów 1920                | Kazimierz Cybulski Pogoń Lwów          | 11,25 NR | Sławosz Szydłowski Pogoń Lwów           |           | Tadeusz Kirchner Czarni Lwów            |          |
| Lwów 1921                | Kazimierz Cybulski Pogoń Lwów          | 11,60 NR | Florian Balcerkiewicz WKS Warszawa      | 10,52     | Józef Baran Pogoń Lwów                  | 10,51    |
| Warszawa 1922            | Józef Baran Pogoń Lwów                 | 11,31    | Kazimierz Cybulski Pogoń Lwów           | 10,59     | Józef Bannert BBSV Bielsko              | 10,27    |
| Warszawa 1923            | Józef Baran Pogoń Lwów                 | 11,98 NR | Sławosz Szydłowski Pogoń Lwów           | 11,16     | Jerzy Łucki Pogoń Lwów                  | 10,95    |
| Warszawa 1924            | Antoni Cejzik Polonia Warszawa         | 11,61    | Jan Nawojczyk 3 psap. Wilno             | 11,05     | Zbigniew Korolkiewicz Polonia Warszawa  | 9,33     |
| Kraków 1925              | Antoni Cejzik Polonia Warszawa         | 11,79    | Leon Urbaniak Warta Poznań              | 11,30     | Stanisław Buchała Cracovia              | 11,15    |
| Warszawa 1926            | Józef Baran Pogoń Lwów                 | 12,10    | Leon Urbaniak Warta Poznań              | 11,82     | Antoni Cejzik Polonia Warszawa          | 11,70    |
| Warszawa 1927            | Kazimierz Górski Sokół Piotrków        | 12,70    | Józef Baran Pogoń Lwów                  | 12,50     | Jerzy Łucki Pogoń Lwów                  | 12,40    |
| Warszawa 1928            | Zygmunt Heljasz Warta Poznań           | 12,93    | Antoni Cejzik Polonia Warszawa          | 12,85     | Leon Urbaniak Warta Poznań              | 12,06    |
| Poznań 1929              | Zygmunt Heljasz Warta Poznań           | 13,89 NR | Kazimierz Górski Polonia Warszawa       | 13,11     | Józef Baran AZS Poznań                  | 12,79    |
| Warszawa 1930            | Zygmunt Heljasz Warta Poznań           | 14,04    | Antoni Cejzik Polonia Warszawa          | 12,72     | Roman Puchalski Pogoń Lwów              | 12,20    |
| Królewska Huta 1931      | Zygmunt Heljasz Warta Poznań           | 13,63    | Zygmunt Siedlecki Legia Warszawa        | 12,535    | Zbigniew Tilgner Sokół Poznań           | 12,43    |
| Warszawa 1932            | Zygmunt Heljasz Warta Poznań           | 15,19    | Zbigniew Tilgner Sokół Poznań           | 13,07     | Jan Nawojczyk 3 psap. Wilno             | 12,79    |
| Bydgoszcz 1933           | Zygmunt Heljasz Warta Poznań           | 15,34    | Zygmunt Siedlecki Legia Warszawa        | 14,27     | Zbigniew Tilgner Sokół Poznań           | 14,24    |
| Poznań 1934              | Zygmunt Heljasz Warta Poznań           | 15,50    | Zbigniew Tilgner Sokół Poznań           | 14,50     | Karol Hoffmann Warta Poznań             | 13,48    |
| Białystok 1935           | Zbigniew Tilgner Sokół Poznań          | 15,31    | Zygmunt Heljasz Warta Poznań            | 14,78     | Leonid Fiedoruk PPW Wilno               | 13,81    |
| Wilno 1936               | Witold Gerutto Warszawianka            | 14,13    | Henryk Praski Strzelec Katowice         | 13,39     | Karol Hoffmann AZS Poznań               | 13,27    |
| Chorzów 1937             | Witold Gerutto Warszawianka            | 14,62    | Henryk Praski Strzelec Katowice         | 13,58     | Karol Hoffmann AZS Poznań               | 13,54    |
| Warszawa 1938            | Witold Gerutto Warszawianka            | 14,93    | Leonid Fiedoruk Warszawianka            | 14,46     | Henryk Praski Strzelec Katowice         | 14,22    |
| Poznań 1939              | Zbigniew Tilgner Sokół Poznań          | 15,09    | Leonid Fiedoruk Warszawianka            | 14,16     | Witold Gerutto Warszawianka             | 14,08    |
| 1940–1944                | nie rozgrywano                         |          |                                         |           |                                         |          |
| Łódź 1945                | Witold Gerutto BOS Warszawa            | 14,05    | Tadeusz Prywer Pancerni Modlin          | 12,31     | Sławomir Zieleniewski BOP Gdańsk        | 11,88    |
| Kraków 1946              | Witold Gerutto Syrena Warszawa         | 14,82    | Tadeusz Prywer ŁKS Łódź                 | 13,86     | Sławomir Zieleniewski Lechia Gdańsk     | 12,91    |
| Warszawa 1947            | Mieczysław Łomowski Lechia Gdańsk      | 14,55    | Witold Gerutto Syrena Warszawa          | 14,255    | Tadeusz Prywer ŁKS Łódź                 | 13,68    |
| Poznań 1948              | Mieczysław Łomowski Lechia Gdańsk      | 15,44    | Witold Gerutto Syrena Warszawa          | 14,18     | Henryk Praski Zjednoczenie Zabrze       | 13,91    |
| Gdańsk 1949              | Mieczysław Łomowski Lechia Gdańsk      | 15,27    | Tadeusz Prywer Włókniarz Łódź           | 14,45     | Tadeusz Krzyżanowski Spójnia Gdańsk     | 14,40    |
| Kraków 1950              | Tadeusz Krzyżanowski Spójnia Gdańsk    | 15,20    | Tadeusz Prywer Włókniarz Łódź           | 14,98     | Mieczysław Łomowski Budowlani Gdańsk    | 14,62    |
| Warszawa 1951            | Tadeusz Prywer Włókniarz Łódź          | 15,78    | Mieczysław Łomowski Gwardia Gdańsk      | 14,99     | Tadeusz Krzyżanowski Spójnia Gdańsk     | 14,52    |
| Wrocław 1952             | Tadeusz Krzyżanowski Spójnia Gdańsk    | 14,83    | Józef Auksztulewicz CWKS Warszawa       | 13,62     | Edward Adamczyk OWKS Wrocław            | 13,50    |
| Warszawa 1953            | Tadeusz Prywer Włókniarz Łódź          | 15,79    | Mieczysław Łomowski Gwardia Gdańsk      | 15,12     | Tadeusz Krzyżanowski Spójnia Gdańsk     | 14,79    |
| Warszawa 1954            | Tadeusz Krzyżanowski Spójnia Gdańsk    | 15,02    | Mieczysław Łomowski Gwardia Gdańsk      | 14,76     | Józef Auksztulewicz CWKS Bydgoszcz      | 14,73    |
| Łódź 1955                | Tadeusz Prywer Włókniarz Łódź          | 15,89    | Józef Auksztulewicz CWKS Bydgoszcz      | 15,59     | Tadeusz Krzyżanowski Spójnia Gdańsk     | 15,31    |
| Zabrze 1956              | Eugeniusz Kwiatkowski CWKS Bydgoszcz   | 16,20    | Tadeusz Rut Kolejarz Wrocław            | 15,70     | Józef Auksztulewicz CWKS Bydgoszcz      | 15,56    |
| Poznań 1957              | Józef Auksztulewicz Zawisza Bydgoszcz  | 16,56    | Eugeniusz Kwiatkowski Zawisza Bydgoszcz | 16,49     | Alfred Sosgórnik Sparta Warszawa        | 16,08    |
| Bydgoszcz 1958           | Alfred Sosgórnik Górnik Zabrze         | 16,75    | Józef Auksztulewicz Zawisza Bydgoszcz   | 16,72     | Mieczysław Łomowski Wybrzeże Gdańsk     | 14,92    |
| Gdańsk 1959              | Alfred Sosgórnik Górnik Zabrze         | 17,19    | Eugeniusz Kwiatkowski Zawisza Bydgoszcz | 17,01     | Józef Auksztulewicz Zawisza Bydgoszcz   | 15,96    |
| Olsztyn 1960             | Alfred Sosgórnik Górnik Zabrze         | 17,91    | Eugeniusz Kwiatkowski Zawisza Bydgoszcz | 17,20     | Henryk Wieprzycki AZS Rokitnica         | 15,57    |
| Nowa Huta 1961           | Alfred Sosgórnik Górnik Zabrze         | 18,36    | Eugeniusz Kwiatkowski Zawisza Bydgoszcz | 16,91     | Władysław Komar Lechia Gdańsk           | 16,55    |
| Warszawa 1962            | Alfred Sosgórnik Górnik Zabrze         | 18,31    | Władysław Komar Lechia Gdańsk           | 17,89     | Eugeniusz Kwiatkowski Zawisza Bydgoszcz | 17,69    |
| Bydgoszcz 1963           | Władysław Komar Lechia Gdańsk          | 18,63    | Alfred Sosgórnik Górnik Zabrze          | 18,30     | Eugeniusz Kwiatkowski Zawisza Bydgoszcz | 17,77    |
| Warszawa 1964            | Władysław Komar Wybrzeże Gdańsk        | 18,78    | Alfred Sosgórnik Górnik Zabrze          | 17,88     | Eugeniusz Kwiatkowski Zawisza Bydgoszcz | 17,20    |
| Szczecin 1965            | Alfred Sosgórnik Górnik Zabrze         | 18,01    | Jan Majchrowski AZS Wrocław             | 16,88     | Jerzy Słomba Gwardia Warszawa           | 16,33    |
| Poznań 1966              | Władysław Komar Gwardia Warszawa       | 19,16    | Alfred Sosgórnik Górnik Zabrze          | 18,01     | Jan Majchrowski AZS Wrocław             | 16,78    |
| Chorzów 1967             | Władysław Komar Gwardia Warszawa       | 17,98    | Edmund Antczak Lechia Gdańsk            | 17,76     | Alfred Sosgórnik Górnik Zabrze          | 17,67    |
| Zielona Góra 1968        | Władysław Komar Gwardia Warszawa       | 18,95    | Tadeusz Sadza Zawisza Bydgoszcz         | 17,63     | Leszek Gajdziński Górnik Zabrze         | 16,92    |
| Kraków 1969              | Władysław Komar Gwardia Warszawa       | 18,82    | Edmund Antczak Lechia Gdańsk            | 17,95     | Leszek Gajdziński Górnik Zabrze         | 17,35    |
| Warszawa 1970            | Władysław Komar Gwardia Warszawa       | 18,65    | Edmund Antczak Lechia Gdańsk            | 18,30     | Tadeusz Sadza Zawisza Bydgoszcz         | 18,28    |
| Warszawa 1971            | Władysław Komar Gwardia Warszawa       | 19,86    | Edmund Antczak Lechia Gdańsk            | 18,63     | Leszek Gajdziński Górnik Zabrze         | 18,62    |
| Warszawa 1972            | Władysław Komar Gwardia Warszawa       | 20,24    | Tadeusz Sadza Zawisza Bydgoszcz         | 18,11     | Edmund Antczak Lechia Gdańsk            | 17,71    |
| Warszawa 1973            | Władysław Komar Gwardia Warszawa       | 19,38    | Leszek Gajdziński Górnik Zabrze         | 19,00     | Tadeusz Sadza Zawisza Bydgoszcz         | 17,91    |
| Warszawa 1974            | Mieczysław Bręczewski Legia Warszawa   | 19,51    | Leszek Gajdziński Górnik Zabrze         | 19,05     | Edmund Antczak Lechia Gdańsk            | 18,56    |
| Bydgoszcz 1975           | Władysław Komar Polonia Warszawa       | 19,70    | Mieczysław Bręczewski Orkan Poznań      | 19,03     | Edmund Antczak Lechia Gdańsk            | 18,32    |
| Bydgoszcz 1976           | Władysław Komar Polonia Warszawa       | 19,03    | Edmund Antczak Lechia Gdańsk            | 18,62     | Michał Gruszczyński Gwardia Warszawa    | 18,44    |
| Bydgoszcz 1977           | Władysław Komar Polonia Warszawa       | 20,24    | Edmund Antczak Lechia Gdańsk            | 19,53     | Mieczysław Kropelnicki Bałtyk Gdynia    | 18,89    |
| Warszawa 1978            | Władysław Komar Polonia Warszawa       | 19,43    | Andrzej Bembnista Zawisza Bydgoszcz     | 18,78     | Edmund Antczak Lechia Gdańsk            | 18,68    |
| Poznań 1979              | Edward Sarul Górnik Zabrze             | 19,02    | Władysław Komar Polonia Warszawa        | 18,86     | Edmund Antczak Lechia Gdańsk            | 18,76    |
| Łódź 1980                | Edward Sarul Górnik Zabrze             | 19,51    | Janusz Gassowski Zawisza Bydgoszcz      | 19,31     | Mieczysław Kropelnicki Bałtyk Gdynia    | 19,28    |
| Zabrze 1981              | Janusz Gassowski Zawisza Bydgoszcz     | 19,57    | Mieczysław Kropelnicki Bałtyk Gdynia    | 19,23     | Wincenty Dybalski Zawisza Bydgoszcz     | 16,16    |
| Lublin 1982              | Edward Sarul Górnik Zabrze             | 20,24    | Janusz Gassowski Zawisza Bydgoszcz      | 19,72     | Mieczysław Kropelnicki Bałtyk Gdynia    | 19,70    |
| Bydgoszcz 1983           | Edward Sarul Górnik Zabrze             | 21,12    | Helmut Krieger Chemik Kędzierzyn        | 19,10     | Jerzy Koluch Flota Gdynia               | 18,61    |
| Lublin 1984              | Janusz Gassowski Zawisza Bydgoszcz     | 20,59    | Helmut Krieger Chemik Kędzierzyn        | 20,52     | Edward Sarul Górnik Zabrze              | 20,24    |
| Bydgoszcz 1985           | Janusz Gassowski Zawisza Bydgoszcz     | 20,17    | Helmut Krieger Chemik Kędzierzyn        | 19,71     | Eugeniusz Bałło Górnik Zabrze           | 19,36    |
| Grudziądz 1986           | Helmut Krieger Chemik Kędzierzyn       | 21,30 NL | Edward Sarul Górnik Zabrze              | 20,74     | Janusz Gassowski Zawisza Bydgoszcz      | 19,78    |
| Poznań 1987              | Helmut Krieger Chemik Kędzierzyn       | 20,13    | Janusz Gassowski Zawisza Bydgoszcz      | 19,64     | Edward Sarul Górnik Zabrze              | 19,39    |
| Grudziądz 1988           | Helmut Krieger Chemik Kędzierzyn       | 20,61    | Piotr Perżyło Górnik Brzeszcze          | 19,73     | Janusz Gassowski Zawisza Bydgoszcz      | 19,31    |
| Kraków 1989              | Helmut Krieger Chemik Kędzierzyn       | 19,42    | Janusz Gassowski Zawisza Bydgoszcz      | 18,15     | Piotr Perżyło Górnik Brzeszcze          | 18,08    |
| Piła 1990                | Helmut Krieger Chemik Kędzierzyn       | 20,29 NL | Janusz Gassowski Zawisza Bydgoszcz      | 18,56     | Piotr Perżyło Górnik Brzeszcze          | 18,15    |
| Kielce 1991              | Helmut Krieger Chemik Kędzierzyn       | 18,91    | Piotr Perżyło Górnik Brzeszcze          | 18,35     | Janusz Gassowski Zawisza Bydgoszcz      | 17,22    |
| Warszawa 1992            | Helmut Krieger Chemik Kędzierzyn       | 19,18 NL | Piotr Perżyło Górnik Brzeszcze          | 17,16     | Benedykt Michałowski Gryf Słupsk        | 16,91    |
| Kielce 1993              | Helmut Krieger Chemik Kędzierzyn       | 19,05    | Piotr Perżyło Górnik Brzeszcze          | 18,79     | Mieczysław Szpak Sztorm Kołobrzeg       | 16,67    |
| Piła 1994                | Helmut Krieger Unia Kędzierzyn         | 19,10    | Benedykt Michałowski Gryf Słupsk        | 16,63     | Adam Adamowski Śląsk Wrocław            | 16,43    |
| Warszawa 1995            | Helmut Krieger Unia Kędzierzyn         | 17,90    | Piotr Perżyło Górnik Brzeszcze          | 17,23     | Adam Adamowski Śląsk Wrocław            | 16,92    |
| Piła 1996                | Piotr Perżyło Górnik Brzeszcze         | 18,11    | Adam Adamowski Śląsk Wrocław            | 17,42     | Przemysław Zabawski Podlasie Białystok  | 17,27    |
| Bydgoszcz 1997           | Przemysław Zabawski Podlasie Białystok | 18,01    | Piotr Perżyło Górnik Brzeszcze          | 17,51     | Sebastian Wenta Lechia Gdańsk           | 17,31    |
| Wrocław 1998             | Piotr Perżyło Górnik Brzeszcze         | 18,17    | Mirosław Dec AZS-AWF Katowice           | 17,67     | Łukasz Wenta Lechia Gdańsk              | 17,02    |
| Kraków 1999              | Mirosław Dec AZS-AWF Katowice          | 17,88    | Przemysław Zabawski Podlasie Białystok  | 17,62     | Tomasz Chrzanowski Lubtour Zielona Góra | 17,47    |
| Kraków 2000              | Przemysław Zabawski Podlasie Białystok | 18,65    | Leszek Śliwa Zawisza Bydgoszcz          | 18,60     | Tomasz Chrzanowski Śląsk Wrocław        | 18,40    |
| Bydgoszcz 2001           | Leszek Śliwa Zawisza Bydgoszcz         | 18,32    | Tomasz Chrzanowski Śląsk Wrocław        | 18,97     | Łukasz Wenta Lechia Gdańsk              | 18,87    |
| Szczecin 2002            | Tomasz Majewski Skra Warszawa          | 19,33    | Tomasz Chrzanowski Warszawianka         | 19,17     | Jarosław Cichocki Zawisza Bydgoszcz     | 18,64    |
| Bielsko-Biała 2003       | Tomasz Majewski Warszawianka           | 19,63    | Tomasz Chrzanowski Śląsk Wrocław        | 18,68     | Jarosław Cichocki Zawisza Bydgoszcz     | 18,66    |
| Bydgoszcz 2004           | Tomasz Majewski AZS-AWF Warszawa       | 20,23    | Leszek Śliwa Zawisza Bydgoszcz          | 18,72     | Sebastian Wenta Lechia Gdańsk           | 18,70    |
| Biała Podlaska 2005      | Tomasz Majewski AZS-AWF Warszawa       | 20,13    | Leszek Śliwa Zawisza Bydgoszcz          | 19,22     | Dominik Zieliński Lechia Gdańsk         | 18,63    |
| Bydgoszcz 2006           | Dominik Zieliński Lechia Gdańsk        | 18,72    | Leszek Śliwa Zawisza Bydgoszcz          | 18,31     | Jakub Giża LKS Mielec                   | 17,97    |
| Poznań 2007              | Tomasz Majewski AZS-AWF Warszawa       | 20,07    | Dominik Zieliński Lechia Gdańsk         | 19,35     | Jakub Giża LKS Mielec                   | 19,00    |
| Szczecin 2008            | Tomasz Majewski AZS-AWF Warszawa       | 20,50    | Jakub Giża LKS Mielec                   | 19,31     | Dominik Zieliński Lechia Gdańsk         | 19,13    |
| Bydgoszcz 2009           | Tomasz Majewski AZS-AWF Warszawa       | 21,17    | Krzysztof Krzywosz Podlasie Białystok   | 19,44     | Dominik Zieliński Flota Gdynia          | 19,15    |
| Bielsko-Biała 2010       | Tomasz Majewski AZS-AWF Warszawa       | 21,25    | Jakub Giża LKS Mielec                   | 19,39     | Dominik Zieliński Flota Gdynia          | 19,25 SB |
| Bydgoszcz 2011           | Tomasz Majewski AZS-AWF Warszawa       | 20,94    | Jakub Giża LKS Mielec                   | 19,56     | Krzysztof Brzozowski Płomień Sosnowiec  | 19,18 PB |
| Bielsko-Biała 2012       | Tomasz Majewski AZS-AWF Warszawa       | 21,07    | Damian Kusiak AZS-AWF Biała Podlaska    | 19,81     | Mateusz Mikos AZS AWF Kraków            | 19,40 PB |
| Toruń 2013               | Tomasz Majewski AZS-AWF Warszawa       | 20,69    | Rafał Kownatke LKS Ziemi Puckiej        | 19,83     | Jakub Szyszkowski Śląsk Wrocław         | 19,82    |
| Szczecin 2014            | Tomasz Majewski AZS-AWF Warszawa       | 20,29    | Jakub Szyszkowski Śląsk Wrocław         | 19,45     | Dominik Witczak RLTL ZTE Radom          | 19,31    |
| Kraków 2015              | Tomasz Majewski AZS-AWF Warszawa       | 20,80 SB | Michał Haratyk AZS-AWF Kraków           | 19,95 =PB | Konrad Bukowiecki Gwardia Szczytno      | 19,75    |
| Bydgoszcz 2016           | Konrad Bukowiecki Gwardia Szczytno     | 20,80    | Michał Haratyk AZS-AWF Kraków           | 20,61     | Tomasz Majewski AZS-AWF Warszawa        | 20,43    |
| Białystok 2017           | Michał Haratyk AZS-AWF Kraków          | 21,53 PB | Konrad Bukowiecki Gwardia Szczytno      | 20,21     | Jakub Szyszkowski Śląsk Wrocław         | 20,18    |
| Lublin 2018              | Michał Haratyk Sprint Bielsko-Biała    | 21,85    | Konrad Bukowiecki AZS UWM Olsztyn       | 21,04     | Jakub Szyszkowski Śląsk Wrocław         | 20,18    |
| Radom 2019               | Konrad Bukowiecki AZS UWM Olsztyn      | 21,83    | Michał Haratyk Sprint Bielsko-Biała     | 21,45     | Jakub Szyszkowski AZS-AWF Katowice      | 20,02    |
| Włocławek 2020           | Michał Haratyk Sprint Bielsko-Biała    | 20,64    | Jakub Szyszkowski AZS-AWF Katowice      | 20,49     | Konrad Bukowiecki AZS UWM Olsztyn       | 19,97    |
| Poznań 2021              | Michał Haratyk KS Sprint Bielsko-Biała | 20,81    | Jakub Szyszkowski AZS-AWF Katowice      | 20,00     | Jan Parol WLKS Nowe Iganie              | 19,37 PB |
| Suwałki 2022             | Michał Haratyk KS Sprint Bielsko-Biała | 21,17 SB | Konrad Bukowiecki AZS UWM Olsztyn       | 20,30     | Jakub Szyszkowski AZS-AWF Katowice      | 19,89    |
| Gorzów Wielkopolski 2023 | Michał Haratyk KS Sprint Bielsko-Biała | 20,32    | Szymon Mazur KS AZS AWF Warszawa        | 20,04     | Konrad Bukowiecki KS AZS UWM Olsztyn    | 19,96    |
| Bydgoszcz 2024           | Michał Haratyk KS Sprint Bielsko-Biała | 19,98    | Konrad Bukowiecki KS AZS UWM Olsztyn    | 19,73     | Szymon Mazur KS AZS AWF Warszawa        | 19,72 SB |

## Klasyfikacja medalowa
W historii mistrzostw Polski seniorów na podium tej imprezy stanęło w sumie 72 miotaczy. Najwięcej medali – 17 – wywalczył Władysław Komar, który również zdobył najwięcej złotych – 14. W tabeli kolorem wyróżniono zawodników, którzy wciąż są czynnymi lekkoatletami.
| Lp. | Zawodnik               | Złoto | Srebro | Brąz | Razem |
| 1.  | Władysław Komar        | 14    | 2      | 1    | 17    |
| 2.  | Tomasz Majewski        | 13    | 0      | 1    | 14    |
| 3.  | Helmut Krieger         | 10    | 3      | 0    | 13    |
| 4.  | Michał Haratyk         | 7     | 3      | 0    | 10    |
| 5.  | Zygmunt Heljasz        | 7     | 1      | 0    | 8     |
| 6.  | Alfred Sosgórnik       | 6     | 3      | 2    | 11    |
| 7.  | Witold Gerutto         | 5     | 2      | 1    | 8     |
| 8.  | Edward Sarul           | 4     | 1      | 2    | 7     |
| 9.  | Janusz Gassowski       | 3     | 5      | 3    | 11    |
| 10. | Tadeusz Prywer         | 3     | 4      | 1    | 8     |
| 11. | Mieczysław Łomowski    | 3     | 3      | 2    | 8     |
| 12. | Józef Baran            | 3     | 1      | 2    | 6     |
| 13. | Tadeusz Krzyżanowski   | 3     | 0      | 4    | 7     |
| 14. | Piotr Perżyło          | 2     | 6      | 2    | 10    |
| 15. | Konrad Bukowiecki      | 2     | 4      | 3    | 9     |
| 15. | Zbigniew Tilgner       | 2     | 2      | 2    | 6     |
| 16. | Antoni Cejzik          | 2     | 2      | 1    | 5     |
| 18. | Przemysław Zabawski    | 2     | 1      | 1    | 4     |
| 19. | Kazimierz Cybulski     | 2     | 1      | 0    | 3     |
| 20. | Eugeniusz Kwiatkowski  | 1     | 4      | 3    | 8     |
| 21. | Leszek Śliwa           | 1     | 4      | 0    | 5     |
| 22. | Józef Auksztulewicz    | 1     | 3      | 3    | 7     |
| 23. | Dominik Zieliński      | 1     | 1      | 4    | 6     |
| 24. | Mieczysław Bręczewski  | 1     | 1      | 0    | 2     |
| 24. | Mirosław Dec           | 1     | 1      | 0    | 2     |
| 24. | Kazimierz Górski       | 1     | 1      | 0    | 2     |
| 27  | Edmund Antczak         | 0     | 6      | 5    | 11    |
| 28. | Jakub Szyszkowski      | 0     | 3      | 5    | 8     |
| 29. | Tomasz Chrzanowski     | 0     | 3      | 2    | 5     |
| 29. | Jakub Giża             | 0     | 3      | 2    | 5     |
| 31. | Leszek Gajdziński      | 0     | 2      | 3    | 5     |
| 32. | Henryk Praski          | 0     | 2      | 2    | 4     |
| 32. | Tadeusz Sadza          | 0     | 2      | 2    | 4     |
| 34. | Leonid Fiedoruk        | 0     | 2      | 1    | 3     |
| 34. | Leon Urbaniak          | 0     | 2      | 1    | 3     |
| 36. | Zygmunt Siedlecki      | 0     | 2      | 0    | 2     |
| 36. | Sławosz Szydłowski     | 0     | 2      | 0    | 2     |
| 38. | Mieczysław Kropelnicki | 0     | 1      | 3    | 4     |
| 39. | Adam Adamowski         | 0     | 1      | 2    | 3     |
| 40. | Jan Majchrowski        | 0     | 1      | 1    | 2     |
| 40. | Szymon Mazur           | 0     | 1      | 1    | 2     |
| 40. | Benedykt Michałowski   | 0     | 1      | 1    | 2     |
| 40. | Jan Nawojczyk          | 0     | 1      | 1    | 2     |
| 44. | Florian Balcerkiewicz  | 0     | 1      | 0    | 1     |
| 44. | Andrzej Bembnista      | 0     | 1      | 0    | 1     |
| 44. | Rafał Kownatke         | 0     | 1      | 0    | 1     |
| 44. | Krzysztof Krzywosz     | 0     | 1      | 0    | 1     |
| 44. | Damian Kusiak          | 0     | 1      | 0    | 1     |
| 44. | Tadeusz Rut            | 0     | 1      | 0    | 1     |
| 50. | Karol Hoffmann         | 0     | 0      | 3    | 3     |
| 51. | Jarosław Cichocki      | 0     | 0      | 2    | 2     |
| 51. | Jerzy Łucki            | 0     | 0      | 2    | 2     |
| 51. | Łukasz Wenta           | 0     | 0      | 2    | 2     |
| 51. | Sebastian Wenta        | 0     | 0      | 2    | 2     |
| 51. | Sławomir Zieleniewski  | 0     | 0      | 2    | 2     |
| 56. | Edward Adamczyk        | 0     | 0      | 1    | 1     |
| 56. | Eugeniusz Bałło        | 0     | 0      | 1    | 1     |
| 56. | Józef Bannert          | 0     | 0      | 1    | 1     |
| 56. | Krzysztof Brzozowski   | 0     | 0      | 1    | 1     |
| 56. | Stanisław Buchała      | 0     | 0      | 1    | 1     |
| 56. | Wincenty Dybalski      | 0     | 0      | 1    | 1     |
| 56. | Michał Gruszczyński    | 0     | 0      | 1    | 1     |
| 56. | Tadeusz Kirchner       | 0     | 0      | 1    | 1     |
| 56. | Jerzy Koluch           | 0     | 0      | 1    | 1     |
| 56. | Zbigniew Korolkiewicz  | 0     | 0      | 1    | 1     |
| 56. | Mateusz Mikos          | 0     | 0      | 1    | 1     |
| 56. | Jan Parol              | 0     | 0      | 1    | 1     |
| 56. | Roman Puchalski        | 0     | 0      | 1    | 1     |
| 56. | Jerzy Słomba           | 0     | 0      | 1    | 1     |
| 56. | Mieczysław Szpak       | 0     | 0      | 1    | 1     |
| 56. | Henryk Wieprzycki      | 0     | 0      | 1    | 1     |
| 56. | Dominik Witczak        | 0     | 0      | 1    | 1     |